# Donacja
Donacja, majorat donacyjny (z łac. donatio) – w okresie średniowiecza darowizna dla Kościoła, przeważnie w postaci ziemi później dobra ziemskie nadane przez monarchę jako forma nagrody i uposażenia wyższych urzędników państwowych lub wysokich rangą wojskowych, a także niezbywalny majątek w ten sposób uzyskany.

## Donacje na ziemiach polskich
Donacje na ziemiach polskich pojawiły się po raz pierwszy pod koniec XVIII wieku w zaborze rosyjskim i pruskim. Od 1773 roku rozdawano w ten sposób zasłużonym dla dworu przejęte dobra państwowe Rzeczypospolitej.
Od początku XIX wieku donacje były szeroko stosowane przez Napoleona I i stanowiły uposażenie przyznawanych przez niego tytułów arystokratycznych. W Księstwie Warszawskim otrzymało je wielu generałów francuskich i dwóch polskich. Kres donacji napoleońskich przyniósł 1813 rok. Znaczna ich część uległa wówczas konfiskacie na rzecz skarbu państwa. Niektóre majątki pozwolono jednak zachować rodzinom polskim. W Królestwie Polskim przekształcono je później w ordynacje (np. Ordynacja Opinogórska).
W Cesarstwie Rosyjskim donacje zwane potocznie majoratami przybrały formę represji wobec ziemiaństwa polskiego uczestniczącego w ruchu wyzwoleńczym. Po upadku powstania listopadowego od 1835 roku car Mikołaj I Romanow nadawał je swoim generałom ze skonfiskowanych dóbr powstańców oraz z majątków państwowych Królestwa Polskiego. Były one niezbywalne i miały charakter majoratów, przez co nie mogły powrócić ponownie w ręce polskie. Stwarzały również konkurencję dla latyfundiów polskiej arystokracji.
Donacje zostały zniesione w II Rzeczypospolitej w 1919 roku, a ich majątki przeszły na własność państwa.